# Javier Torrente
Javier Luis Torrente (Rosario, 8 juni 1969) is een Argentijns voetbalcoach. Hij was hoofdtrainer bij de Belgische eersteklasser Beerschot die hij niet van degradatiegevaar kon redden, integendeel.

## Trainerscarrière

### Beginjaren onder Bielsa
Torrente was bij Club Atlas, Club América, Vélez Sársfield, RCD Espanyol en Argentinië de assistent van Marcelo Bielsa. Torrente kwam in contact met Bielsa toen laatstgenoemde trainer was van Newell's Old Boys. Een vriend van Torrente, Claudio Vivas, werkte toen voor Bielsa en vroeg aan Torrente, die op dat moment fysiektrainer was van een lager elftal van Newell's Old Boys dat gecoacht werd door Jorge Griffa, om hem te helpen.

### Hoofdcoach
In 2007 besloot Torrente het te proberen als hoofdtrainer. Hij ging in Paraguay aan de slag bij Cerro Porteño, waarmee hij tweede werd in het Torneo Clausura, de tweede seizoenshelft in de Primera División. Na een ommetje bij het Peruviaanse CD Coronel Bolognesi keerde hij terug naar Paraguay, waar hij aan de slag ging bij de regerende landskampioen Club Libertad. In het seizoen 2009 eindigde hij zowel in het Torneo Apertura als in het Torneo Clausura tweede. Club Libertad haalde daardoor opgeteld het hoogst aantal punten, maar meer dan een ticket voor de eerste ronde van de Copa Libertadores leverde dat niet op. Torrente begon met Club Libertad nog aan het Torneo Apertura van het seizoen 2010, maar op 31 maart 2010 nam hij zelf ontslag bij de club.
Op 21 september 2021 werd hij voor het eerst hoofdtrainer van een Europese club: hij ondertekende een contract tot het einde van het seizoen bij de Belgische eersteklasser Beerschot VA, die op dat moment laatste stond in de Jupiler Pro League met 1 op 24. Torrente nam zijn broer Diego mee naar België als videoanalist. Torrente kwam bij Beerschot twee oude bekenden tegen: zowel met performance coach Pieter Jacobs als met bestuurder Jan Van Winckel werkte hij al samen bij Olympique Marseille.. Hij werd op 7 februari 2022 ontslagen als hoofdtrainer.